# Дегтјарев ДП-27
ДП-27 је био совјетски лаки митраљез уведен у наоружање 1927. године као стандардни лаки митраљез Црвене армије. Остао је у употреби све до краја Другог светског рата када је у наоружање уведена модернизована верзија ДПМ-46 која је уместо добош магацина користила реденике са 200 до 250 метака. Повучен је из употребе 1960.
Калибар: 7,62 mm; Капацитет магацина: 47 метака у добошу, 200 до 250 метака у реденику; Брзина паљбе: 600 метака у минути